# Amtsbezeichnungen der schwedischen Polizei
Folgende Amtsbezeichnungen der schwedischen Polizei existieren im Jahr 2023. Mit der Einführung des neuen Laufbahnentwicklungssystems KUV im Jahr 2022 wurden neue Amtskennzeichen eingeführt. Die älteren Amtskennzeichen werden vorübergehend neben den neuen verwendet.

## Amtsbezeichnungen und Amtskennzeichen nach System 2022
| Amts- kennzeichen                              |                                                                        | |                                                            | |                                               |                                    |
| Amts- bezeichnung                              | Rikspolischef Säkerhetspolischef Leiter auf Führungsebene 6            | Biträdande säkerhetspolischef | Polisdirektör Leiter auf Führungsebene 5                   | Biträdande polisdirektör Leiter auf Führungsebene 5                                                                                 |                                               |                                    |
| Deutsches Pendant                              | Landespolizeipräsident Präsident des Bundesamts für Verfassungsschutz  | Vizepräsident des Bundesamts für Verfassungsschutz | Polizeipräsident                                           | Polizeivizepräsident |                                               |                                    |
| Amts- kennzeichen                              |                                                                        | |                                                            | |                                               |                                    |
| Amts- bezeichnung                              | Polismästare Leiter auf Führungsebene 4                                | Polismästare Stellvertretender Leiter auf Führungsebene 4 | Polismästare Polisöverintendent                            | Polisintendent | Polissekreterare                              |                                    |
| Deutsches Pendant                              | Leitender Polizeidirektor                                              | Polizeidirektor | Polizeioberrat                                             | Polizeioberrat | Polizeirat                                    |                                    |
| Beamte mit Polizeigrundausbildung              |                                                                        | |                                                            | |                                               |                                    |
| Amts- Kennzeichen                              |                                                                        | |                                                            | |                                               |                                    |
| Amts- Bezeichnung                              | Poliskommissarie Kriminalkommissarie Leiter auf Führungsebene 3 oder 4 | Poliskommissarie Kriminalkommissarie Stellvertretender Leiter auf Führungsebene 3 oder 4, Vorgesetzter, Dienstgruppenleiter eine Gruppe bestehend aus Beamten auf indirekter Ebene, z. B. eine Gruppe mit Wachleiter | Poliskommissarie Kriminalkommissarie                       | Polisinspektör Kriminalinspektör Leiter auf Führungsebene 2 oder 3                                                                  | Polisinspektör Kriminalinspektör Vorgesetzter | Polisinspektör Kriminalinspektör   |
| Deutsches Pendant                              | Erster Polizeihauptkommissar Erster Kriminalhauptkommissar             | Erster Polizeihauptkommissar Erster Kriminalhauptkommissar | Erster Polizeihauptkommissar Erster Kriminalhauptkommissar | Polizeihauptkommissar Kriminalhauptkommissar                                                                                        | Polizeioberkommissar Kriminaloberkommissar    | Polizeikommissar Kriminalkommissar |
| Amts- Kennzeichen                              |                                                                        | |                                                            | |                                               |                                    |
| Amts- Bezeichnung                              | Polisassistent Mitarbeiterebene 5                                      | Polisassistent Mitarbeiterebene 4 | Polisassistent Mitarbeiterebene 3                          | Polisassistent Mitarbeiterebene 2 oder nach 4 Dienstjahren (für Beamte, die nicht unter das neue Laufbahnentwicklungssystem fallen) | Polisassistent Mitarbeiterebene 1             | Polisaspirant                      |
| Deutsches Pendant                              | Erster Polizeihauptmeister mit Amtszulage                              | Erster Polizeihauptmeister | Polizeihauptmeister                                        | Polizeiobermeister | Polizeimeister                                | Polizeimeisteranwärter             |
| Studierende während der Polizeigrundausbildung |                                                                        | |                                                            | |                                               |                                    |
| Kennzeichen                                    |                                                                        | |                                                            | |                                               |                                    |
| Titel                                          | Studerande vid polisutbildningen                                       | |                                                            | |                                               |                                    |
| Deutsches Pendant                              | Studierende an der Polizeiakademie                                     | |                                                            | |                                               |                                    |
| Quelle:                                        |                                                                        | |                                                            | |                                               |                                    |

## Amtsbezeichnungen und Amtskennzeichen nach System 2015
| Beamte mit einem akademischen Grad oder mit Polizeigrundausbildung und einer besonderen Chefausbildung | Beamte mit einem akademischen Grad oder mit Polizeigrundausbildung und einer besonderen Chefausbildung | Beamte mit einem akademischen Grad oder mit Polizeigrundausbildung und einer besonderen Chefausbildung            | Beamte mit einem akademischen Grad oder mit Polizeigrundausbildung und einer besonderen Chefausbildung | Beamte mit einem akademischen Grad oder mit Polizeigrundausbildung und einer besonderen Chefausbildung | Beamte mit einem akademischen Grad oder mit Polizeigrundausbildung und einer besonderen Chefausbildung | Beamte mit einem akademischen Grad oder mit Polizeigrundausbildung und einer besonderen Chefausbildung | Beamte mit einem akademischen Grad oder mit Polizeigrundausbildung und einer besonderen Chefausbildung | Beamte mit einem akademischen Grad oder mit Polizeigrundausbildung und einer besonderen Chefausbildung |
| --- | --- | --- | --- | --- | --- | --- | --- | --- |
| Amts- kennzeichen                                                                                      | | | | | | | | |
| Amts- bezeichnung                                                                                      | Rikspolischef Säkerhetspolischef                                                                       | Biträdande säkerhetspolischef                                                                                     | Polisdirektör Polizeiregionleiter                                                                      | Biträdande polisdirektör stellvertretender Polizeiregionleiter                                         | Polismästare Polizeidistriktsleiter                                                                    | Polisöverintendent stellvertretender Polizeidistriktsleiter                                            | Polisintendent Polizeirevierleiter                                                                     | Polissekreterare                                                                                       |
| Amts- bezeichnung in Deutsch                                                                           | Reichspolizeichef                                                                                      | Beigeordneter Sicherheitspolizeichef                                                                              | Polizeidirektor                                                                                        | Beigeordneter Polizeidirektor                                                                          | Polizeimeister                                                                                         | Polizeioberintendent                                                                                   | Polizeiintendent                                                                                       | Polizeisekretär                                                                                        |
| Deutsches Pendant                                                                                      | Landespolizeipräsident Präsident des Bundesamts für Verfassungsschutz                                  | Vizepräsident des Bundesamts für Verfassungsschutz                                                                | Polizeipräsident                                                                                       | Polizeivizepräsident                                                                                   | Leitender Polizeidirektor                                                                              | Polizeidirektor                                                                                        | Polizeioberrat                                                                                         | Polizeirat                                                                                             |
| vgl. militärischer Dienstgrad                                                                          | | | | | Oberst                                                                                                 | | Oberstleutnant                                                                                         | Major                                                                                                  |
| Beamte mit Polizeigrundausbildung                                                                      | | | | | | | | |
| Amts- Kennzeichen                                                                                      | | | | | | | | |
| Amts- Bezeichnung                                                                                      | Poliskommissarie Kriminalkommissarie Sektionsleiter                                                    | Poliskommissarie Kriminalkommissarie stellvertretender Sektionsleiter, stellvertretender Polizeirevierleiter usw. | Poliskommissarie Kriminalkommissarie                                                                   | Polisinspektör Kriminalinspektör Gruppenleiter                                                         | Polisinspektör Kriminalinspektör stellvertretender Gruppenleiter                                       | Polisinspektör Kriminalinspektör                                                                       | Polisassistent med minst 4 års anställning                                                             | Polisassistent                                                                                         |
| Deutsches Pendant                                                                                      | Erster Polizeihauptkommissar Erster Kriminalhauptkommissar                                             | Erster Polizeihauptkommissar Erster Kriminalhauptkommissar                                                        | Erster Polizeihauptkommissar Erster Kriminalhauptkommissar                                             | Polizeihauptkommissar Kriminalhauptkommissar                                                           | Polizeioberkommissar Kriminaloberkommissar                                                             | Polizeikommissar Kriminalkommissar                                                                     | Polizeiobermeister                                                                                     | Polizeimeister                                                                                         |
| Anwärter nach und Studierende während der Polizeigrundausbildung                                       | | | | | | | | |
| Amts- Kennzeichen                                                                                      | | | | | | | | |
| Amts- Bezeichnung                                                                                      | Polisaspirant                                                                                          | Studerande vid polisutbildningen                                                                                  | | | | | | |
| Deutsches Pendant                                                                                      | Polizeimeisteranwärter                                                                                 | Studierende an der Polizeiakademie                                                                                | | | | | | |
| Quelle:                                                                                                | | | | | | | | |